# ウィリアム・R・フェアチャイルド国際空港
ウィリアム R. フェアチャイルド国際空港 (IATA: CLM, ICAO: KCLM, FAA LID: CLM) はアメリカ合衆国ワシントン州クララム郡ポートエンジェルスに位置する公共空港である。ポートエンジェルスの中心業務地区から 5.6 km 離れたところで、ファンデフカ海峡の近くに位置する。ポートエンジェルス港が空港を有している。

## 歴史
1934年から1948年にかけて公共事業促進局、米陸軍、米海軍によって開発された。1948年の開港時点ではクララム郡が保有していたためクララム郡市営着陸場と名付けられた。1953年にウィリアム R. フェアチャイルドはエンジェルスフライング サービスを開始し、最初の空港管理者になった。1969年の9月に前年の彼の航空機事故による死を受け、その名誉をたたえ空港名が変更された。

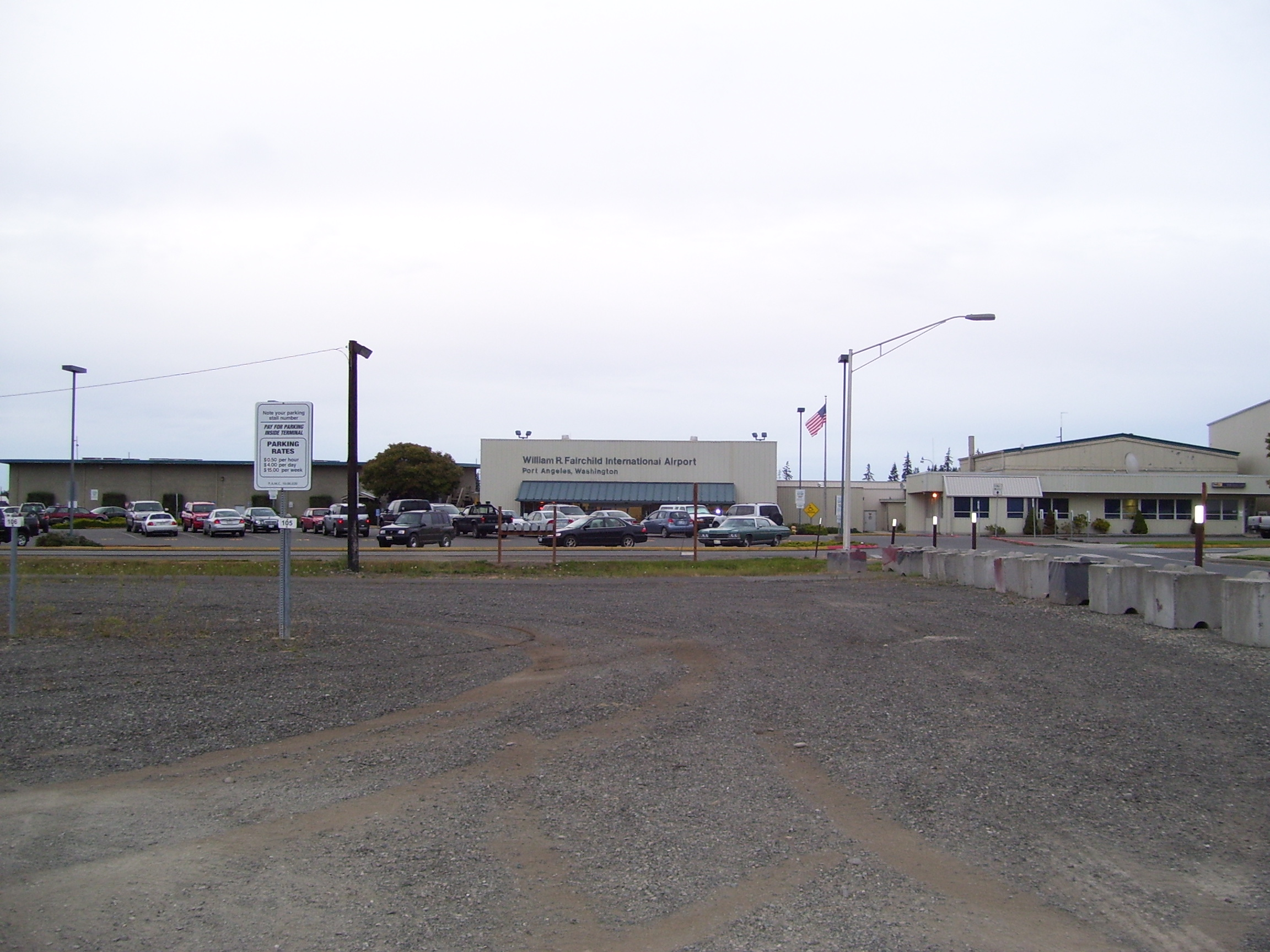
メインターミナル

## 施設と航空機
ウィリアム R. フェアチャイルド国際空港は 323 ha (797 エーカー) の敷地を持ち、標高 89 m (291 ft) に位置する。アスファルト舗装の滑走路が2本ある。
8/26 滑走路 6,347 ft × 150 ft (1,935 m × 46 m)
13/31 滑走路 3,245 ft × 50 ft (989 m × 15 m)
2018年末までの1年間で、のべ25,158機の、1日平均のべ69機の航空機が利用した。79%がゼネラル・アビエーション、20%がエアタクシー、1%未満が軍によるものであった。このうち、66機がこの空港を拠点にしたものであり、91%が単発機、4.5%が双発機および3発以上のエンジンを持つ機体、1.5%がジェット機、3%がヘリコプターであった。

## 航空会社と就航地

### 貨物
FedEX Feeder: シアトル・タコマ国際空港

## 参照
1. 1 2 3  “FAA Airport Master Record - CLM”.   連邦航空局 (FAA). 2023年2月28日閲覧。
2. ↑  “At airport: Dedication honors Fairchild”. Port Angeles Evening News:  pp. 7. (1969年9月29日) 2023年2月27日閲覧。
3. ↑  “Facility Dashboard-CLM”.   連邦航空局 (FAA). 2023年2月28日閲覧。